# Piłka Siatkowa AZS UWM 2014-2015
Questa voce raccoglie le informazioni riguardanti il Piłka Siatkowa AZS UWM nelle competizioni ufficiali della stagione 2014-2015.

## Organigramma societario
Area direttiva
- Presidente: Tomasz Jankowski

Area tecnica
- Allenatore: Andrea Gardini (fino al 22 dicembre 2014), Krzysztof Stelmach (dal 29 dicembre 2014)
- Allenatore in seconda: Wojciech Janas

## Rosa
| N° | Nome               | Ruolo | Data di nascita  | Nazionalità sportiva |
| -- | ------------------ | ----- | ---------------- | -------------------- |
| 1  | Maciej Dobrowolski | P     | 19 marzo 1977    | Polonia              |
| 2  | Krzysztof Gulak    | S     | 29 agosto 1996   | Polonia              |
| 5  | Jakub Bik          | L     | 17 febbraio 1992 | Polonia              |
| 7  | Bartosz Bednorz    | S     | 25 luglio 1994   | Polonia              |
| 8  | Miłosz Zniszczoł   | C     | 2 luglio 1986    | Polonia              |
| 9  | Paweł Adamajtis    | S/O   | 30 agosto 1990   | Polonia              |
| 10 | Grzegorz Szymański | S/O   | 12 luglio 1978   | Polonia              |
| 11 | Maciej Zajder      | C     | 31 gennaio 1988  | Polonia              |
| 13 | Piotr Łuka         | S     | 9 giugno 1980    | Polonia              |
| 14 | Michał Potera      | L     | 6 marzo 1988     | Polonia              |
| 15 | Juraj Zaťko        | P     | 5 giugno 1987    | Slovacchia           |
| 16 | Piotr Hain         | C     | 26 febbraio 1991 | Polonia              |
| 17 | František Ogurčák  | S     | 24 aprile 1984   | Slovacchia           |
| 18 | Levi Cabral        | S     | 16 maggio 1989   | Brasile              |